# Roger Dornseiffer
Roger Paul Peter Josef Dornseiffer (Luxemburg-Stad, 1936) is een Luxemburgs beeldhouwer, kunstschilder en tekenaar.

## Leven en werk
Roger Dornseiffer was de oudste zoon van architect Paul Dornseiffer en Catherine Krier. Hij tekende als tiener en werd door een inwonende tekenleraar aangemoedigd ook te gaan schilderen. Hij werd opgeleid tot ingenieur aan de ETH Zürich en de TU Wien. In beide steden volgde hij ook kunstlessen. Hij gaf les in kunstgeschiedenis aan de Universiteit van Miami (1970-1977).
Dornseiffer schildert landschappen in een fantastisch-lyrische stijl. Hij sloot zich aan bij de kunstenaarsvereniging  Cercle Artistique de Luxembourg., waarvan hij secretaris was (1968-1980), en was mede-oprichter en vicevoorzitter van Limes Trèves. Hij nam deel aan tentoonstellingen in binnen- en buitenland. Hij won voor zijn werk onder meer  de Prix Grand-Duc Adolphe 1971, ex aequo met Arthur Unger en Édouard-Marie Weber, de prijs werd in juli 1972 uitgereikt door prinses Marie Astrid van Luxemburg. Hij werd in 1976, naast onder anderen Pierre Berchem en Ger Maas, benoemd tot ridder in de Orde van Verdienste van het Groothertogdom Luxemburg.

## Enkele werken
- 1976 ontwerp postzegel met als thema de Olympische Zomerspelen 1976 in Montreal, voor de Luxemburgse Post.[6]
- koperen reliëf van de ark van Noach, op de gevel van een kleuterschool in Mersch.
- vensters voor de begraafplaatskapel in Sanem.
- mozaïeken voor een lagere school in Wellenstein.
- glas-in-loodramen voor een kleuterschool in Wellenstein.

## Onderscheidingen (selectie)
- 1971 Prix Grand-Duc Adolphe
- 1976 Ridder in de Orde van Verdienste
- 2000 Prix Limes